# Túnel de Hải Vân
El túnel de Hải Vân (en vietnamita: Hầm Hải Vân) es el túnel más largo del sudeste de Asia con 6,28 km. Se encuentra en la carretera 1, entre las dos ciudades de Da Nang y Hue, en Vietnam central.

## Descripción
El paso de Hai Van ha sido durante mucho tiempo un importante cuello de botella reconocido. El concepto de un túnel para desviar la ruta larga por encima del límite superior se empezó a discutir entonces. La planificación y diseño de la ruta de trabajo se inició en enero de 1998. El túnel se abrió oficialmente el 5 de junio de 2005. El túnel principal es de 11,9 metros de ancho.